# Aberdeen and Asheboro Railroad
Die Aberdeen and Asheboro Railroad war eine Eisenbahngesellschaft in North Carolina (Vereinigte Staaten). Sie betrieb ein kleines Netz von 180 Kilometern Länge, von denen sie 160 Kilometer selbst besaß, und hatte ihren Hauptsitz in Aberdeen.

## Bahnstrecken
- Bahnstrecke Aberdeen–Asheboro (90 km)
- Bahnstrecke West End–Jackson Springs (6,5 km; nur Güterverkehr)
- Bahnstrecke Candor–Ellerbe (28 km)
- Bahnstrecke Biscoe–Mount Gilead (35,5 km; Biscoe–Troy (12 km) 1911 stillgelegt)
- Bahnstrecke Star–Troy (12 km; 1911 eröffnet)
- Bahnstrecke Pinehurst–Carthage (20 km; gepachtet von der Carthage and Pinehurst Railroad)

## Geschichte
Die Bahngesellschaft entstand 1907 als Fusion der Aberdeen and Asheboro Railway und der Jackson Springs Railroad. Sie war in Besitz der Familie Page, Präsident der Bahn war Henry A. Page.
Sie pachtete außerdem ab 1. Oktober desselben Jahres die Carthage and Pinehurst Railroad auf 15 Jahre und betrieb deren Bahnstrecke als Zweig. Am 30. Juni 1910 eröffnete sie die Strecke Candor–Ellerbe. Zum 1. Januar 1911 wurde der Abschnitt von Biscoe nach Troy stillgelegt und durch eine Strecke von Star nach Troy ersetzt, da die Strecke nach Mount Gilead zu einer Hauptstrecke umgebaut und in beide Richtungen verlängert werden sollte. Dies geschah in den folgenden Jahren, jedoch nicht mehr durch die Aberdeen & Asheboro. Die Züge nach Mount Gilead fuhren zunächst weiterhin bis und ab Biscoe bzw. Aberdeen, mussten aber nun in Star kopfmachen.
Im Februar 1912 fusionierte die Bahngesellschaft mit einigen anderen Gesellschaften zur Raleigh, Charlotte and Southern Railroad, die noch im selben Jahr durch die Norfolk Southern Railroad übernommen wurde. Heute existieren weiterhin die Strecken von Aberdeen nach Star und von Star nach Mount Gilead, letztere als Teil der Strecke von Gulf nach Charlotte. Beide Strecken werden von der Aberdeen, Carolina and Western Railway betrieben.

## Personenverkehr
Nach dem Fahrplan vom 1. Januar 1911 verkehrten an Werktagen jeweils ein Zugpaar von Aberdeen nach Asheboro, Mount Gilead und Carthage, dazu drei Zugpaare zwischen Aberdeen und Pinehurst, ein Zugpaar zwischen Biscoe und Star, eines zwischen Biscoe und Mount Gilead, eines zwischen Pinehurst und Carthage sowie zwei Zugpaare von Candor nach Ellerbe. Sonntags fuhren nur vier Zugpaare auf dem rund 10 km langen Abschnitt Aberdeen–Pinehurst, auf den übrigen Streckenabschnitten ruhte der Personenverkehr.